# Bang (EP)
Bang è il primo EP della cantante britannica Rita Ora e del DJ kazako Imanbek, pubblicato il 12 febbraio 2021.

## Tracce
1. Big (feat. Gunna) – 2:37
2. Bang Bang – 3:00
3. Mood (feat. Khea) – 3:25
4. The One – 2:26

Versione acustica
1. Big – Acoustic (feat. Gunna) – 2:37
2. Bang Bang - Acoustic – 3:00
3. Mood - Acoustic (feat. Khea) – 3:25
4. The One - Acoustic – 2:26